# Echo stoa
L'Echo Stoà era una stoà del Santuario di Olimpia. Fu costruito intorno al 350 a.C., ad est dell'Altis. Delimitava il recinto orientale del santuario.

## L'edificio

Piano del santuario di Olimpia. Il Pórtico dell'Eco stava nel nº 11.

Lo stadio, cessando di essere un luogo di culto, si trasferì fuori dall'area sacra dell'Altis. C'era una zona vuota tra il versante orientale del nuovo stadio e i limiti del sito sacro dove arrivavano le macerie della nuova tribuna. Per abbellire l'area e dare un contenimento alle terre è stato costruito l'Echo stoà.
Una serie di dettagli tecnici e artistici suggeriscono che è stato costruito nella stessa epoca del Philippeion Con entrambi gli edifici fu abbellito l'Altis, e in questo modo Filippo II di Macedonia ha voluto ingraziare i greci dopo la battaglia di Cheronea.
Le sue dimensioni erano 96,50 m di lunghezza e 12,50 m di profondità. La facciata aperta che si affacciava sull'Altis era costituita da 44 colonne doriche. Un secondo colonnato in stile ionico sosteneva il soffitto a volta. La parte finale dell'edificio consisteva in uno spazio della stessa lunghezza totale dell'edificio, stretto e diviso in diversi compartimenti che probabilmente servivano per il deposito delle attrezzature sportive. Il muro di fondo fungeva da muro di confine e contenitore dell'argine della tribuna ad ovest dello stadio.
Di fronte alla facciata che dava sull'Altis, sorsero numerose figure di ex-voto e statue, alcune le cui fondamenta sono ancora apprezzabili.
Secondo Pausania, l'edificio fu chiamato anche Pecile perché le sue pareti erano precedentemente decorate con dipinti. Aggiunge, che si chiamava anche Stoà dell'Eco, perché dalla sonorità del suo recinto, il suono di un urlo veniva ripetuto sette volte o anche più dall'eco. Così l'altro nome era anche Eptafono.
Sotto il mandato dell'imperatore romano Adriano furono eseguite diverse riforme e riparazioni nell'edificio di cui a malapena rimase traccia dopo essere stato smantellato nell'anno 267, per usare i suoi materiali nella costruzione del muro difensivo contro l'invasione degli Eruli.